# Mario Sergio Cortella
Mario Sergio Cortella (Londrina, 5 de março de 1954) é um filósofo, Mestre e Doutor em Educação, professor-titular aposentado da PUC-SP (1977-2012) e professor-convidado brasileiro da Fundação Dom Cabral desde 1997; foi Secretário Municipal de Educação de São Paulo (1991-1992). Comentarista na mídia e palestrante, é autor de vários livros, entre eles Qual é a tua obra? e Por que fazemos o que fazemos?, nos quais analisa a vida profissional na contemporaneidade.
Apenas do Brasil, seus 54 livros já venderam mais de 3,8 milhões de exemplares, sendo que os cinco mais (Por que fazemos o que fazemos?; Qual é a tua obra?; Não nascemos prontos!; Viver em paz para morrer em paz; A sorte segue a coragem!) somam juntos perto de 2 milhões desse total. 

## Biografia
Nascido em Londrina, interior do Paraná, na juventude (1973 a 1975) experimentou a vida monástica em um convento da Ordem dos Carmelitas Descalços, mas abandonou a perspectiva de ser monge para seguir a carreira acadêmica. Concluiu sua graduação em 1975 na Faculdade de Filosofia Nossa Senhora Medianeira. Em 1989, concluiu seu mestrado em Educação pela Pontifícia Universidade Católica de São Paulo (PUC-SP), sob a orientação do Prof. Dr. Moacir Gadotti. 
Em 1997, conclui seu Doutorado em Educação, pela PUC-SP, sob orientação do Prof. Dr. Paulo Freire (que morrera na semana anterior à data original da defesa da tese, remarcada para 40 dias depois), "A Escola e o Conhecimento (reflexão sobre fundamentos epistemológicos e políticos dessa relação)", que viraria livro, publicado no ano seguinte (Ed. Cortez).
É professor titular aposentado da PUC-SP, na qual atuou por 35 anos (de 1977 até 2012), no Departamento de Teologia e Ciências da Religião e Pós-Graduação (Mestrado e Doutorado) em Educação: Currículo, além de professor convidado da Fundação Dom Cabral, desde 1997, e no GVPec da Fundação Getúlio Vargas (FGV-SP), entre 1998 e 2010.
Apresentou por 11 anos o programa Diálogos Impertinentes na TV PUC (1995–2006).
Ocupou o cargo de Secretário Municipal de Educação da cidade de São Paulo (1991–1992), durante a administração de Luiza Erundina, e foi membro-conselheiro do Conselho Técnico Científico da Educação Básica da CAPES/MEC (2008–2010).
Em 31 de março de 2012 foi conferido, pela Câmara Municipal de Londrina, seu título de Cidadão Benemérito de Londrina.
No dia 19 de outubro de 2015, recebeu o título de Cidadão Paulistano outorgado pela Câmara Municipal de São Paulo.
Em 2017, Cortella foi um dos dez finalistas do Prêmio Darcy Ribeiro de Educação. O Prêmio foi criado para contemplar pessoas ou entidades cujos trabalhos ou ações mereceram destaque especial na defesa e na promoção da educação brasileira.
No início de 2018, adentrou ao mundo das redes sociais, tendo atualmente mais de 22 milhões de inscrições somadas em todos os seus canais oficiais.
No dia 03 de dezembro de 2018 recebeu o título de Cidadão Benemérito do Paraná outorgado pela Assembleia Legislativa do Estado do Paraná.
Em 1º de agosto de 2022, a Câmara Municipal de Porto Alegre entregou o título de Cidadão de Porto Alegre, ao filósofo e professor Mario Sergio Cortella.
Na data de 16 de outubro de 2024, recebe a mais alta honraria da Assembleia Legislativa do Espírito Santo, o título de Cidadão Espírito-Santense.

## Livros
• 1988 – Descartes -A Paixão Pela Razão-. Editora FTD 
• 1998 - A Escola E O Conhecimento -Fundamentos Epistemológicos E Políticos-. Cortez Editora
• 2005 - Nos Labirintos Da Moral, Com Yves de La Taille. Papirus Editora
• 2005 - Não Espere Pelo Epitáfio! -Provocações Filosóficas-. Editora Vozes
• 2006 – Não Nascemos Prontos! -Provocações Filosóficas-. Editora Vozes
• 2007 - Qual É A Tua Obra? -Inquietações Propositivas Sobre Gestão, Liderança E Ética-. Editora Vozes
• 2007 - Sobre A Esperança: Diálogo, Com Frei Betto. Papirus Editora
• 2008 - O Que É A Pergunta?, Com Silmara Rascalha Casadei. Cortez Editora
• 2009 – Liderança Em Foco, Com Eugenio Mussak. Papirus Editora
• 2009 - Filosofia E Ensino Médio: Certos Porquês, Alguns Senões, Uma Proposta. Editora Vozes
• 2009 - Filosofia E Ensino Médio: Uma Proposta -Livro Do Aluno-. Editora Vozes
• 2010 – Política -Para Não Ser Idiota-, Com Renato Janine Ribeiro. Papirus Editora
• 2011 - Vida E Carreira: Um Equilíbrio Possível?, Com Pedro Mandelli. Papirus Editora
• 2011 - Educação E Esperança: Sete Reflexões Breves Para Recusar O Biocídio. Fundação PoliSaber
• 2013 - Vivemos Mais! Vivemos Bem? Por Uma Vida Plena, Com Terezinha Azerêdo Rios. Papirus Editora
• 2013 - Pensar Bem Nos Faz Bem: Filosofia, Religião, Ciência, Educação. Editora Vozes
• 2013 - Não Se Desespere! -Provocações Filosóficas-. Editora Vozes
• 2014 – Ética E Vergonha Na Cara!, Com Clóvis De Barros Filho. Papirus Editora
• 2014 - Educação, Escola E Docência: Novos Tempos, Novas Atitudes. Cortez Editora
• 2015 - Educação, Convivência E Ética: Audácia E Esperança! Cortez Editora
• 2015 - A Era Da Curadoria: O Que Importa É Saber O Que Importa!, Com Gilberto Dimenstein. Papirus Editora
• 2015 - Pensar Bem Nos Faz Bem: Família, Carreira, Convivência, Ética. Editora Vozes
• 2015 - Pensar Bem Nos Faz Bem: Vivência Familiar, Vivência Profissional, Vivência Intelectual, Vivência Moral. Editora Vozes
• 2015 - Pensar Bem Nos Faz Bem: Fé, Sabedoria, Conhecimento E Formação. Editora Vozes
• 2016 - Por Que Fazemos O Que Fazemos? -Aflições Vitais Sobre Trabalho, Carreira E Realização-. Editora Planeta
• 2016 - Verdades E Mentiras: Ética E Democracia No Brasil, Com Gilberto Dimenstein, Leandro Karnal E Luiz Felipe Pondé. Papirus Editora
• 2017 - Basta De Cidadania Obscena!, Com Marcelo Tas. Papirus Editora
• 2017 - Felicidade Foi-Se Embora?, Com Frei Betto E Leonardo Boff. Editora Vozes
• 2017 - Viver Em Paz Para Morrer Em Paz: Se Você Não Existisse, Que Falta Faria? Editora Planeta
• 2017 - Família: Urgências E Turbulências. Cortez Editora
• 2017 - Vamos Pensar Um Pouco? Lições Ilustradas Com A Turma Da Mônica, Com Maurício De Sousa. Cortez Editora/Maurício De Sousa Editora
• 2018 - Nós E A Escola: Agonias E Alegrias [Edição Ampliada E Renomeada]. Editora Vozes
• 2018 - A Sorte Segue A Coragem! -Oportunidades, Competências E Tempos De Vida-. Editora Planeta
• 2018 - Vamos Pensar + Um Pouco? Lições Ilustradas Com A Turma Da Mônica, Com Maurício De Sousa. Cortez Editora/Maurício De Sousa Editora
• 2018 - Gerações Em Ebulição: O Passado Do Futuro E O Futuro Do Passado, Com Pedro Bial. Papirus Editora
• 2018 - O Melhor Do Cortella: Trilhas Do Pensar -Ideias, Frases E Inspirações-. Editora Planeta
• 2019 – Nem Anjos, Nem Demônios -A Humana Escolha Entre Virtudes E Vícios-, Com Monja Coen. Papirus Editora
• 2019 - Filosofia: E Nós Com Isso? Editora Vozes
• 2019 - O Melhor Do Cortella: Trilhas Do Fazer -Ideias, Frases E Inspirações-. Editora Planeta
• 2019 - Ainda Dá! A Força Da Persistência, Com Paulo Jebaili. Editora Planeta
• 2020 – Felicidade: Modos De Usar -Um Debate Entre Três Grandes Pensadores Sobre O Que Nos Faz Feliz-, Com Leandro Karnal E Luiz Felipe Pondé. Editora Planeta
• 2020 - Viver, A Que Se Destina?, Com Leandro Karnal. Papirus Editora
• 2020 - Vamos Pensar Também Sobre Valores? -Lições Ilustradas Sobre Convivência E Ética Com A Turma Da Mônica-, Com Maurício De Sousa. Cortez Editora/Maurício De Sousa Editora
• 2021 - Quem Sabe Faz A Hora! -Iniciativas Decisivas Para Gestão E Liderança-. Editora Planeta
• 2022 – Sabedorias Para Partilhar! Editora Vozes
• 2022 - Ser Humano É Ser Junto. -Por Uma Vida Sem Preconceito E Com Diversidade-. Editora Planeta
• 2022 - O Tempo E A Vida. -Vol. 1 Segredos Da Vida-, Com Marcelo Gleiser. Editora Record
• 2022 - Diferentes, Sim. Desiguais, Jamais!, Com Paulo Jebaili. Cortez Editora
• 2023 - O Meu Lugar No Nosso Lugar, Com Paulo Jebaili. Cortez Editora
• 2023 - As Quatro Estações Da Alma. -Da Angústia À Esperança-, Com Rossandro Klinjey. Papirus Editora
• 2024 - Deus Nos Livre! -Religião, Religiosidade, Espiritualidade-. Editora Vozes
• 2024 - Conectados, Mas Com Cuidados!, Com Paulo Jebaili. Cortez Editora
• 2025 - Faça O Teu Melhor! -Aprimorar A Competência, Recusar A Mediocridade, Exuberar A Vida-. Editora Planeta
• 2025 - Não Se Esqueça! 50 Memorandos Sobre Gestão e Liderança com Propósito, Comprometimento e Proatividade. Editora Record